# Spectrul unei matrice
În matematică spectrul unei matrice este mulțimea valorilor proprii ale matricei. În general, dacă {\displaystyle T\colon V\to V} este un operator liniar pe un spațiu vectorial finit dimensional, spectrul său este mulțimea de scalari {\displaystyle \lambda } astfel încât {\displaystyle T-\lambda I} nu este o funcție inversabilă. Determinantul matricei este egal cu produsul valorilor sale proprii. Similar, urma matricei este egală cu suma valorilor sale proprii.
Din acest punct de vedere, se poate defini pseudodeterminantul unei matrice singulare ca fiind produsul valorilor proprii diferite de zero (densitatea distribuției normale multivariate⁠(d) are nevoie de această noțiune).

## Definiție
Fie V un spațiu vectorial cu dimensiuni finite peste un corp K și T : V → V o aplicație liniară. Spectrul lui, presupus a fi că T, notat σT, este multimulțimea rădăcinilor polinomului caracteristic⁠(d) al lui T. Astfel, elementele spectrului sunt tocmai valorile proprii ale lui T, iar multiplicitatea unei valori proprii λ din spectru este egală cu dimensiunea spațiului valorilor proprii generalizat⁠(d) a lui T pentru λ.
Se alege o bază B a lui V peste K și fie M ∈ MatK (V) o matrice. Se definește aplicația liniară T : V → V punctual prin Tx = Mx, unde în partea dreaptă x este interpretat ca fiind un vector coloană, iar M acționează asupra lui x prin înmulțire matricială. Acum se spune că x ∈ V este un vector propriu al lui M dacă x este un vector propriu al lui T. Similar, λ ∈ K este o valoare proprie a lui M dacă este o valoare proprie a lui T, și cu aceeași multiplicitate, iar spectrul lui M, notat σM, este multimulțimea tuturor acestor valori proprii.

## Notații înrudite
Descompunerea spectrală⁠(d) a unei matrice diagonalizabile⁠(d) este o descompunere⁠(d) a unei matrice diagonalizabile într-o formă canonică specifică, prin care matricea este reprezentată în termeni de vectori și valori proprii.
Raza spectrală⁠(d) a unei matrice pătrate este cea mai mare valoare absolută a valorilor sale proprii. În teoria spectrală⁠(d), raza spectrală a unui operator liniar mărginit⁠(d) este supremum⁠(d) al valorilor absolute ale elementelor din spectrul acelui operator.